# Átlátszó Erdély

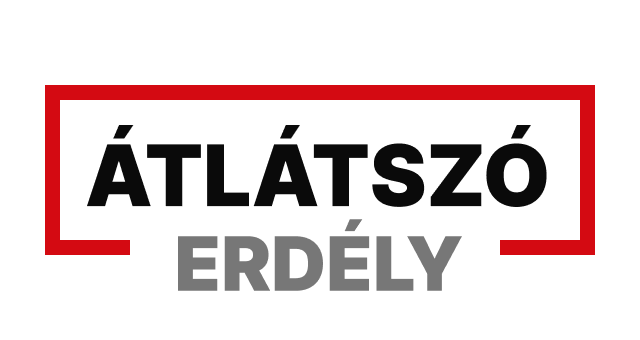
Az Átlátszó Erdély logója

Az Átlátszó Erdély tényfeltáró on-line újság, mely azokra az erdélyi magyar témákra fókuszál, melyek az erdélyi mainstream sajtóból kimaradnak.
Öndefiníciója szerint átlátható, számonkérhető és demokratikus erdélyi magyar közösségért dolgozik, ehhez elengedhetetlen a politikától független és a mindenkori hatalommal szemben kritikus sajtó. Függetlenségének garanciája, hogy nem áll mögöttük pártpolitikai vagy gazdasági érdekcsoport.
Az egyesület alapítói újságírók, a működéshez szükséges pénzt részben nemzetközi tényfeltáró pályázatok, részben pedig az olvasók adományai biztosítják. Minden évben beszámolót tesznek közzé bevételeikről és kiadásaikról, a 2024-es beszámolójuk itt érhető el.
Az Átlátszó Erdély kiadója az Asociatia "Atlatszo Erdely Egyesulet", az egyesület alapítója három újságíró: Sipos Zoltán, Egyed Ufó Zoltán és Mihály László. Az egyesület igazgatótanácsának a tagjai 2025 augusztusától Sipos Zoltán, Szabó Tünde és Czintos Emese.
Működési modellje, munkamódszerei: elfogadja a Főszerkesztők Fóruma által kiadott Önszabályozó Etikai Irányelveket, emellett az IFJ etikai kódexét valamint a The Guardian szerkesztési elveit. Szerkesztési folyamataikat a Journalism Trust Initiative (JTI) hitelesítette.
Egy kritikusa szerint "az Erdélyi Átlátszó (...) véleményem szerint politikailag szűkített, úgymond magyarországi belpolitikai szempontok mentén közelíti meg az erdélyi kérdéseket."

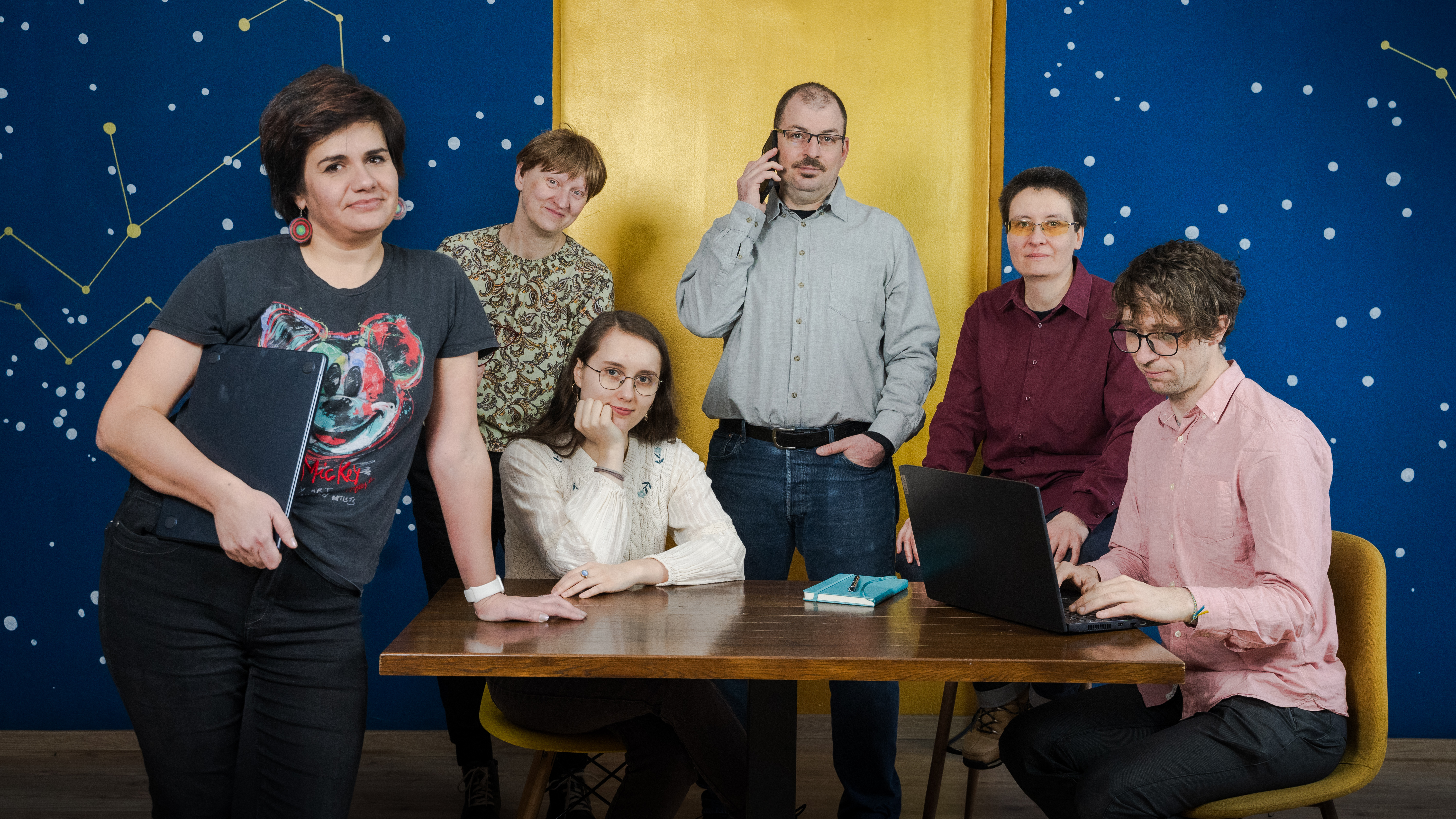
Az Átlátszó Erdély szerkesztősége 2025 augusztusában. Balról jobbra: Pál Edit Éva, Czintos Emese, Sipos Zoltán, Szabó Tünde, Kulcsár Árpád, Bocz Henrietta

## Állandó témái
- az erdélyi magyar intézmények számára megítélt magyarországi támogatások és a Fidesz növekvő befolyása Erdélyben;[9][10]
- a magyar közösségnek szánt, az RMDSZ által kezelt bukaresti kormánytámogatás nyilvánossága;[11]
- kisközösségeket érintő ügyek;
- hatalommal való visszaélések az erdélyi magyar intézményekben;
- az erdélyi magyar politikusok vagyonosodása,[12] politikához közel álló vállalkozók[13] üzletei;
- átverések;
- sajtószabadság és az erdélyi magyar sajtót érintő kérdések;[14]
- mélyszegénység, iskolai szegregáció és burkolt rasszizmus;
- környezet szempontjából káros beruházások;[15]
- közéleti személyiségek együttműködése a román kommunista titkosszolgálattal, a Securitatéval.[16]

## Díjai, elismerései
2021-ben az Átlátszó Erdély szerkesztősége nyerte a Superscrieri gálán a Helyi sajtó tiszteletbeli díjat. Az oknyomozás kategória első díját pedig az az újságírói közösség, amelynek tagjaként külsős munkatársunk, Jakab Villő Hanga dolgozott annak feltárásán, hogy a román állam jobban védi az erőszaktevőt, mint az áldozatot, ha szexuális bűncselekményről van szó. A Media X Files projektet a bukaresti Független Újságírásért Központ finanszírozta, és a Dela0.ro irányította.
2018-ban a Szegénységről Méltósággal Sajtódíj Projekt első díját nyerte meg Jakab Hanga egy kis székelyföldi település roma telepén élők sorstalanságát megmutató riportjával; szintén 2018-ban az RMDSZ által kezelt közpénzek elköltésének átláthatóvá tételéért indított kampányával bekerült a legmenőbb romániai civil szervezetek közé a Centrul de resurse pentru participare publică (CeRe) által szervezett megmérettetésen.
2017-ben az Átlátszó Erdély újságírója, Jakab Hanga kapta a Szegő-díjat;

## Partnerségek, tagságok
Kiemelt partnere Magyarországon az Átlátszó, Romániában tagja a PressHub független médiahálózatnak valamint az ONG-uri pentru Cetăţean (civilek a polgárokért) nevű hálózatnak. Tagja továbbá olyan nagy, nemzetközi tényfeltáró újságíró-szervezeteknek, mint az Organized Crime and Corruption Reporting Project (OCCRP), a Global Investigative Journalism Network (GIJN), valamint a Reference - The European Independent Media Circle.